# If You Want Blood You've Got It
If You Want Blood You've Got It è il primo album dal vivo degli AC/DC, pubblicato nel 1978.
Il titolo dell'album sarà anche quello di una canzone dello storico album di inediti successivo della band, Highway to Hell (1979).

## Tracce
1. Riff Raff (Young, Young + Scott) -  5:59
2. Hell Ain't a Bad Place to Be (Young, Young + Scott) -  4:11
3. Bad Boy Boogie (Young, Young + Scott) - 7:30
4. The Jack (Young, Young + Scott) - 5:48
5. Problem Child (Young, Young + Scott) - 4:41
6. Whole Lotta Rosie (Young, Young + Scott) - 4:05
7. Rock 'n' Roll Damnation (Young, Young + Scott) - 3:41
8. High Voltage (Young, Young + Scott) - 5:05
9. Let There Be Rock (Young, Young + Scott) - 8:34
10. Rocker (Young, Young + Scott) - 3:25

## Formazione
- Bon Scott - voce
- Angus Young - chitarra
- Malcolm Young - chitarra
- Cliff Williams - basso
- Phil Rudd - batteria

## Classifiche
| Classifica (2022) | Posizione massima |
| ----------------- | ----------------- |
| Grecia            | 20                |